# 1991 VD2
1991 VD2 är en asteroid i huvudbältet som upptäcktes den 9 november 1991 av de båda japanska astronomerna Seiji Ueda och Hiroshi Kaneda i Kushiro.
Asteroiden har en diameter på ungefär 12 kilometer och den tillhör asteroidgruppen Themis.